# Reprezentacja Norwegii w piłce wodnej mężczyzn
Reprezentacja Norwegii w piłce wodnej mężczyzn – zespół, biorący udział w imieniu Norwegii w meczach i sportowych imprezach międzynarodowych w piłce wodnej, powoływany przez selekcjonera, w którym mogą występować wyłącznie zawodnicy posiadający obywatelstwo norweskie. Za jej funkcjonowanie odpowiedzialny jest Norweski Związek Pływacki (NSF), który jest członkiem Międzynarodowej Federacji Pływackiej.

## Historia
Reprezentacja Norwegii rozegrała swój pierwszy oficjalny mecz w eliminacjach do Mistrzostw Europy.

## Udział w turniejach międzynarodowych

### Igrzyska olimpijskie
Reprezentacja Norwegii żadnego razu nie występowała na Igrzyskach Olimpijskich.

### Mistrzostwa świata
Dotychczas reprezentacji Norwegii żadnego razu nie udało się awansować do finałów MŚ.

### Puchar świata
Norwegia żadnego razu nie uczestniczyła w finałach Pucharu świata.

### Mistrzostwa Europy
Norweskiej drużynie żadnego razu nie udało się zakwalifikować do finałów ME.